# IKS Atak Elbląg
IKS Atak Elbląg (Integracyjny Klub Sportowy Atak Elbląg)
- Rok założenia: 1998
- Barwy klubowe: żółto - biało - niebieskie
- Adres: ul. Robotnicza 68, 82-300 Elbląg

## Największe sukcesy
Siatkówka:
- IX miejsce - Klubowy Puchar Europy w Piłce Siatkowej na Siedząco - 2005
- IV miejsce - Turniej Siatkówki na Siedząco Werner von Siemens Cup w Hamburgu (siatkówka na siedząco) - 2006
- VI miejsce - VIII Międzynarodowy Turniej w Piłce Siatkowej na Siedząco ELBLĄG CUP
- I miejsce - Mistrzostwa Polski w Piłce Siatkowej na Stojąco Osób Niepełnosprawnych
- II miejsce - Mistrzostwa Polski w Piłce Siatkowej na Siedząco Osób Niepełnosprawnych

Lekkoatletyka:
- 6xzłoto, 2xsrebro, 1xbrąz - Mityng Lekkoatletyczny im. Waldemara Kikolskiego
- 7xsrebro, 2xbrąz - Ogólnopolska Spartakiada lekkoatletyczna Osób Niepełnosprawnych
- 1xzłoto, 4xbrąz - Mistrzostwa Polski Osób Niepełnosprawnych w Lekkiej atletyce
- 1xzłoto, 2xbrąz - Mityng Lekkoatletyczny w Gdańsku
- 2xsrebro - Mistrzostwa Polski w Pięcioboju Lekkoatletycznym

Pływanie:
- 3xzłoto, 2xsrebro, 4xbrąz - Zimowe Mistrzostwa Polski w Pływaniu Osób Niepełnosprawnych
- 1xzłoto, 3xbrąz - Ogólnopolska Spartakiada Młodzieży Niepełnosprawnej w Pływaniu
- 5xzłoto, 3xsrebro, 3xbrąz - Letnie Mistrzostwa Polski w Pływaniu Osób Niepełnosprawnych
- 1xsrebro, 2xbrąz - XII Maraton Pływacki na Jeziorze Olecko Wielkie (4,5 km)

Strzelectwo sportowe:
- 1xbrąz - Puchar Polski w Strzelectwie Sportowym Osób Niepełnosprawnych
- 2xbrąż - Mistrzostwa Polski w Strzelectwie Sportowym Osób Niepełnosprawnych
- drużynowo 3 miejsce - Mistrzostwa Europy w Strzelectwie Sportowym Osób Niepełnosprawnych

Rugby:
- I miejsce - Puchar Wielkopolski w Rugby na wózkach
- IV miejsce - Mistrzostwa Polski w Rugby na Wózkach